# 岡本 (鎌倉市)
岡本（おかもと）とは、神奈川県鎌倉市の地名。現行行政地名は岡本一丁目及び岡本二丁目と大字岡本。住居表示は一丁目及び二丁目は実施済み区域、大字岡本は未実施区域。

## 地理
岡本は、鎌倉市北部の玉縄地域に属し、柏尾川の西岸に面し北東から南西にかけて約延長2.5km、幅約1kmにわたり北から岡本一丁目、二丁目、住居表示未実施の大字岡本となっている。西で植木、北西で玉縄、北で横浜市栄区長尾台町、東の柏尾川越しに大字大船・台・山崎、南で藤沢市小塚・村岡東と接する。
岡本一丁目は大船駅に最も近いが全体的に急峻な丘陵地となっているため商業地域は一部のみで、谷戸を中心に住宅地として利用されている。
丘陵上には全長約25mの白衣観音像の大船観音があり、大船地域のシンボル・ランドマークとなっている。
岡本二丁目は丘陵地と隣接する玉縄に至る谷戸となっているが岡本一丁目と比較すれば傾斜は緩やかで住宅地として利用されている。その南側の住居表示未実施の岡本については、起伏のほとんど無い平地となっており、神奈川県立フラワーセンター大船植物園が設置されている。このほか、工場用地としても利用されているが、一部は近年再開発により大規模マンションが建設され、湘南鎌倉総合病院やショッピングモール等が進出してきている。

## 歴史
古くから岡本村として記録が残っており、後北条氏の要衝である玉縄城の城下を形成してきた。江戸時代には幕府直轄領、玉縄藩領、旗本領と領有を変え、幕末には海防目的で再び幕府直轄領となった。明治期以降は鎌倉郡に属し周辺の村と合併し玉縄村なり地名としては一旦消滅したが、鎌倉市への編入を機に再び使用されるようになった。
- 1889年（明治22年）4月1日 - 町村制施行により、岡本村、城廻村、植木村および関谷村が合併し、玉縄村が成立する。
- 1933年（昭和8年）4月2日 - 大船町へ編入される。
- 1929年 - 大船観音築造が開始される（その後一時中断を経て、1960年4月に完成）
- 1948年（昭和23年）6月1日 - 鎌倉市に編入
- 1967年（昭和42年） - 神奈川県立フラワーセンター大船植物園開設
- 1992年（平成4年）1月1日 - 住居表示実施

## 世帯数と人口
2023年（令和5年）9月1日現在（鎌倉市発表）の世帯数と人口は以下の通りである。
| 大字・丁目 | 世帯数    | 人口    |
| ---------- | --------- | ------- |
| 岡本       | 1,805世帯 | 4,328人 |
| 岡本一丁目 | 710世帯   | 1,408人 |
| 岡本二丁目 | 776世帯   | 1,495人 |
| 計         | 3,291世帯 | 7,231人 |

### 人口の変遷
国勢調査による人口の推移。
| 年                 | 人口  |
| ------------------ | ----- |
| 1995年（平成7年）  | 6,241 |
| 2000年（平成12年） | 6,569 |
| 2005年（平成17年） | 6,691 |
| 2010年（平成22年） | 7,736 |
| 2015年（平成27年） | 7,494 |
| 2020年（令和2年）  | 7,434 |

### 世帯数の変遷
国勢調査による世帯数の推移。
| 年                 | 世帯数 |
| ------------------ | ------ |
| 1995年（平成7年）  | 2,388  |
| 2000年（平成12年） | 2,587  |
| 2005年（平成17年） | 2,747  |
| 2010年（平成22年） | 3,153  |
| 2015年（平成27年） | 3,157  |
| 2020年（令和2年）  | 3,266  |

## 小・中学校の学区
市立小・中学校に通う場合、学区は以下の通りとなる（2017年7月時点）。
| 大字・丁目 | 番地                                                                   | 小学校             | 中学校             |
| ---------- | ---------------------------------------------------------------------- | ------------------ | ------------------ |
| 岡本       | 1188-1～3・-5、1189～1240 1241-4〜5、1343 1622～1626                   | 鎌倉市立植木小学校 | 鎌倉市立玉縄中学校 |
| 岡本       | 428-2～1187、1188-4 1241-1～3・-6、1242～1301 1314～1342、1344～1505-3 | 鎌倉市立玉縄小学校 | 鎌倉市立玉縄中学校 |
| 岡本一丁目 | 全域                                                                   | 鎌倉市立玉縄小学校 | 鎌倉市立玉縄中学校 |
| 岡本二丁目 | 全域                                                                   | 鎌倉市立玉縄小学校 | 鎌倉市立玉縄中学校 |

## 事業所
2021年（令和3年）現在の経済センサス調査による事業所数と従業員数は以下の通りである。
| 大字・丁目 | 事業所数  | 従業員数 |
| ---------- | --------- | -------- |
| 岡本       | 51事業所  | 2,672人  |
| 岡本一丁目 | 49事業所  | 227人    |
| 岡本二丁目 | 94事業所  | 769人    |
| 計         | 194事業所 | 3,668人  |

### 事業者数の変遷
経済センサスによる事業所数の推移。
| 年                 | 事業者数 |
| ------------------ | -------- |
| 2016年（平成28年） | 194      |
| 2021年（令和3年）  | 194      |

### 従業員数の変遷
経済センサスによる従業員数の推移。
| 年                 | 従業員数 |
| ------------------ | -------- |
| 2016年（平成28年） | 3,727    |
| 2021年（令和3年）  | 3,668    |

## 交通

### 鉄道
南端に東海道本線が通っている。かつては北端をドリーム開発ドリームランド線が地内を通っていたが、廃止され撤去されている。地区内に駅は存在しないが、大船駅西口に近接しており大船駅西口バスターミナルは地区内に設置されている。

### バス
- 神奈川中央交通 - 地区内の大船駅西口バスターミナルから地区内を経由する多数のバス路線が設定されている。
- 江ノ電バス - 大船駅東口を発着し地区南部を経由するバス路線が設定されている。

### 道路
- 神奈川県道302号小袋谷藤沢線
- 神奈川県道402号阿久和鎌倉線

## 施設

### 行政機関
- 鎌倉市役所玉縄行政センター

### 教育機関
- 鎌倉市立玉縄中学校
- 鎌倉市玉縄図書館

### 医療機関

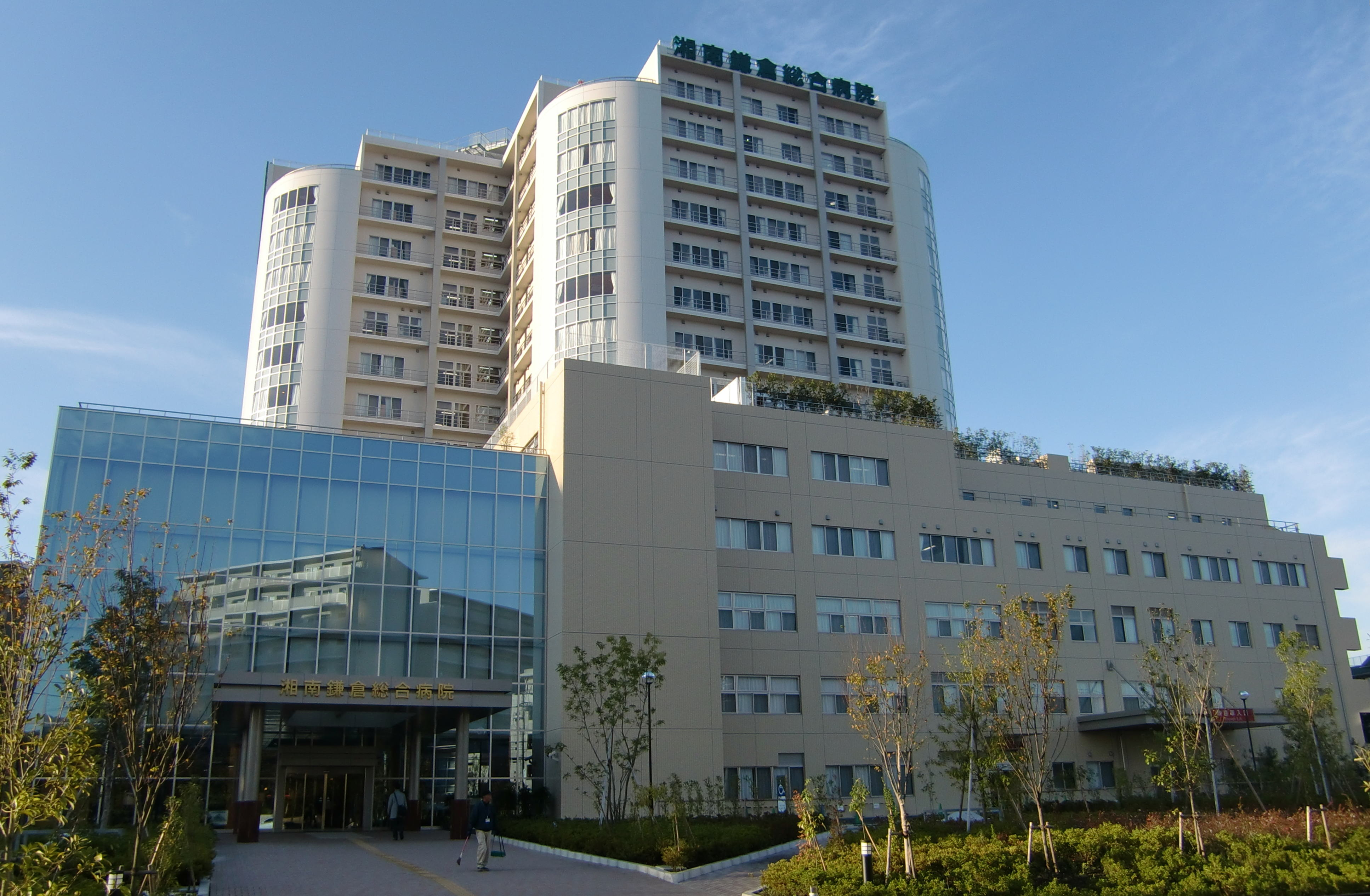
湘南鎌倉総合病院

- 湘南鎌倉総合病院

### 神社・寺院
- 大船観音寺
- 黙仙寺

### 名所・その他
- 神奈川県立フラワーセンター大船植物園
- ホームセンターコーナン鎌倉大船店
- ナスラックNAS鎌倉工場

## 祭事
- 大船観音寺では毎年2月1日に節分の豆まき行事が行われている。

## その他

### 日本郵便
- 郵便番号 : 247-0072[3]（集配局 : 大船郵便局[16]）。